# Poldark (televisieserie uit 1975)
Poldark is een Engelse dramaserie die op de Engelse televisie werd uitgezonden in 1975.

Het vervolg, Poldark 2, met een aantal nieuwe personages erbij en oude eruit, werd uitgezonden in 1977. Waarschijnlijk de opvallendste verandering in de rolverdeling was de nieuwe invulling van de rol van Dr. Dwight Enys.
De serie (evenals het vervolg) verscheen eveneens op dvd, ook in Nederland. De dvd werd uitgebracht door Dutch FilmWorks.

## Rolverdeling
| Acteur               | Personage             |
| -------------------- | --------------------- |
| Robin Ellis          | Ross Poldark          |
| Angharad Rees        | Demelza Carne/Poldark |
| David Garfield       | Jacka Hoblyn          |
| Paul Curran          | Jud Paynter           |
| Mary Wimbush         | Prudie Paynter        |
| Cynthia Grenville    | Constance Bodrugan    |
| Forbes Collins       | Zacky Martin          |
| Richard Morant       | Dr. Dwight Enys       |
| Barry Jackson        | Charlie Kempthorne    |
| Judy Geeson          | Caroline Penvenen     |
| Christopher Benjamin | Sir Hugh Bodrugan     |
| Donald Douglas       | Capt. Malcolm McNeil  |
| Joe Dunlop           | Sergeant              |
| Patrick Holt         | Benjamin Penvenen     |
| Alan Leith           | Ballad singer         |
| Peta Mason           | Rosina Hoblyn         |
| Pip Miller           | Paul Daniel           |
| Maureen Morris       | Vrouw                 |
| Ken Plested          | Ox owner              |
| Pam Scotcher         | Vrouw                 |